# Stadl-Paura
Stadl-Paura ist eine Stadtgemeinde in Oberösterreich im Bezirk Wels-Land mit 5232 Einwohnern (Stand 1. Jänner 2024). Die Gemeinde liegt historisch gesehen je etwa zur Hälfte im Hausruckviertel und im Traunviertel. Heute wird sie mit dem gesamten Bezirk Wels-Land zum Hausruckviertel gezählt.

## Geografie

### Geografische Lage
Stadl-Paura liegt auf 360 m Höhe im Hausruck- und Traunviertel an der Mündung der Ager in die Traun. Die Gemeinde gehörte bis 2012 zum Gerichtsbezirk Lambach und ist seit dem 1. Jänner 2013 Teil des Gerichtsbezirks Wels. Die Ausdehnung beträgt von Nord nach Süd 6,5 km, von West nach Ost 5,2 km. Die Gesamtfläche beträgt 15,05 km². 67,3 % der Fläche sind bewaldet, 16,7 % landwirtschaftlich genutzt und die restlichen 16 % entfallen auf sonstige Nutzung.

### Gemeindegliederung
Das Gemeindegebiet umfasst folgende drei Ortschaften (in Klammern Einwohnerzahl Stand 1. Jänner 2024):
- Stadl-Hausruck (1241)
- Stadl-Traun (3866)
- Stadl-Ufer (125)

Die Gemeinde besteht aus den beiden Katastralgemeinden:
- Stadl-Paura – Hausruck
- Stadl-Paura – Traun.[2]

### Nachbargemeinden
Die Nachbargemeinden von Stadl-Paura sind Lambach im Norden, Edt bei Lambach im Nordosten, Bad Wimsbach-Neydharting im Südosten, Roitham am Traunfall im Süden, Rüstorf im Südwesten und Neukirchen bei Lambach im Nordwesten.
| Neukirchen | Lambach                                     | Edt                      |
|            | Kompassrose, die auf Nachbargemeinden zeigt |                          |
| Rüstorf    | Roitham am Traunfall                        | Bad Wimsbach-Neydharting |

### Demografie

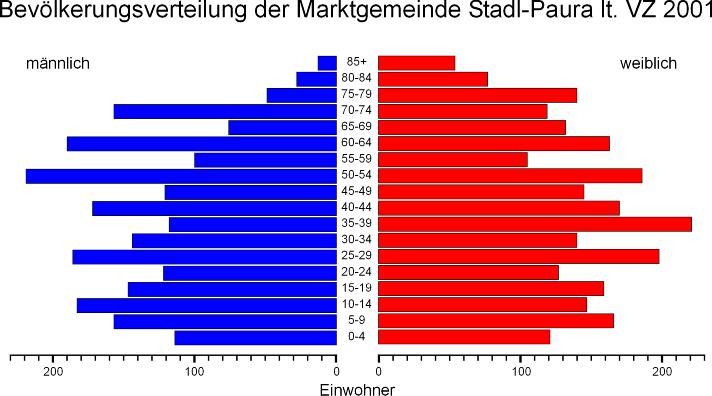
Bevölkerungsverteilung der Stadtgemeinde Stadl-Paura im Jahr 2001

| Jahr | Einw. | Änd. % |
| ---- | ----- | ------ |
| 1869 | 2.625 | ---    |
| 1880 | 2.421 | −7,8   |
| 1890 | 2.601 | +7,4   |
| 1900 | 2.672 | +2,7   |
| 1910 | 2.840 | +6,3   |
| 1923 | 2.905 | +2,3   |
| 1934 | 3.155 | +8,6   |
| 1939 | 2.976 | −5,7   |
| 1951 | 6.093 | +104,7 |
| 1961 | 4.691 | −23,0  |
| 1971 | 4.841 | +3,2   |
| 1981 | 4.744 | −2,0   |
| 1991 | 4.838 | +2,0   |
| 2001 | 4.866 | +0,6   |
| 2011 | 4.931 | +1,3   |
| 2014 | 4.903 | −0,6   |

Staatsbürgerschaft
88,2 % der Stadlinger haben die österreichische Staatsbürgerschaft, 0,9 % stammen aus der EU-15 und die restlichen 10,9 % entfallen auf Drittländer.
Religion
Mit 70 % bekennt sich der Großteil der Bürger zur römisch-katholischen Kirche, 6,9 % sind evangelisch, 4,1 % orthodox, 5,8 % islamisch und 11,0 % ohne Bekenntnis. Die restlichen 2,2 % entfallen auf sonstige bzw. unbekannte Bekenntnisse.
Familienstand
Beinahe die Hälfte sind verheiratet (45,4 %) und etwa ein ebenso großer Anteil ist ledig (40,8 %). Hinzu kommen noch 7,8 % Verwitwete und 6,0 % Geschiedene.
Haushalte
Das Gemeindegebiet umfasst 2.019 Haushalte, wobei der Durchschnittshaushalt 2,4 Personen beherbergt.
Die 1.398 Familien von Stadl-Paura haben statistisch gesehen jeweils ein Kind.

## Geschichte

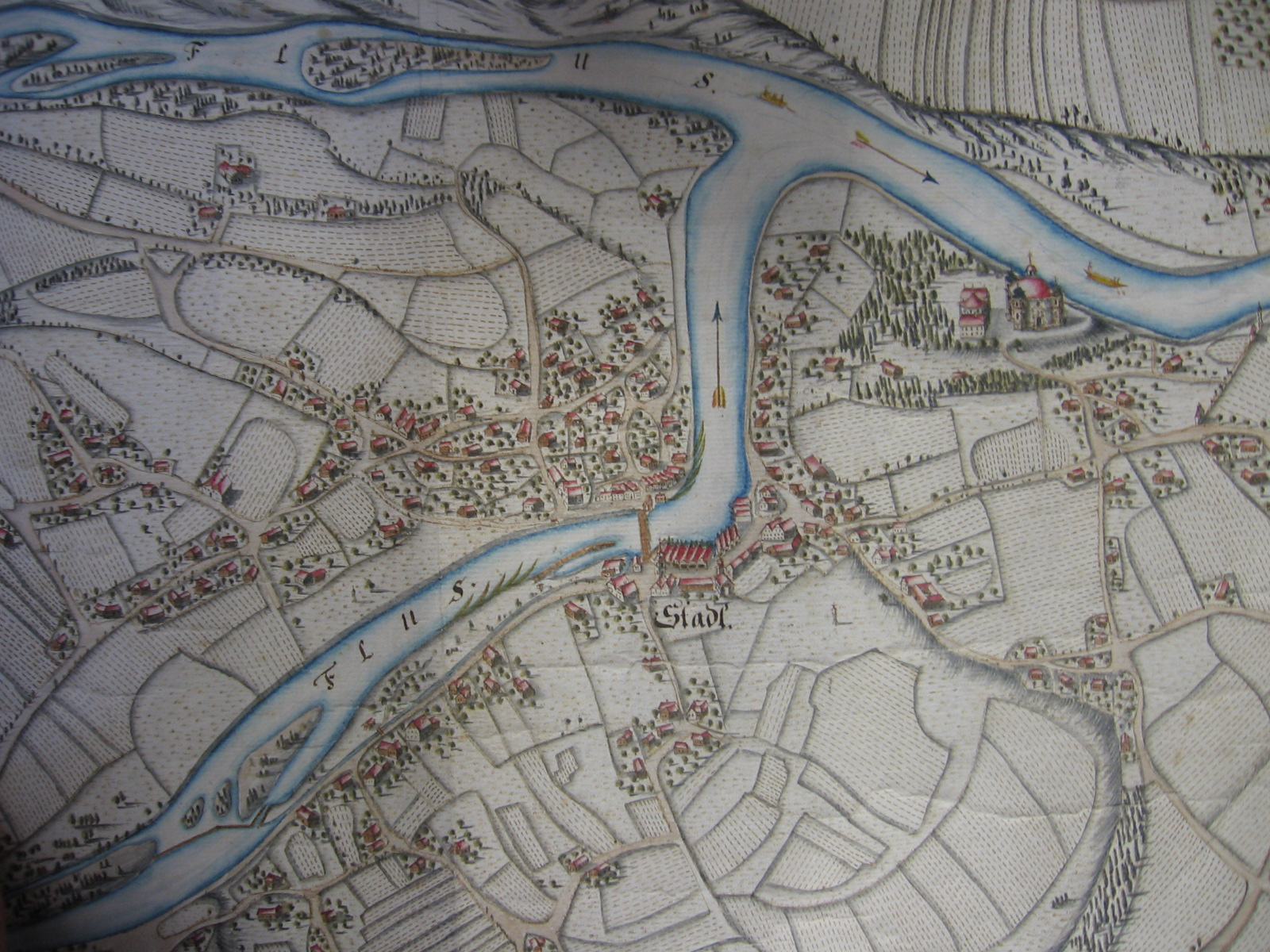
Alte Ansicht von Stadl-Paura ca. 1771

### Stadl bis ins 13. Jahrhundert
Als vermutlich schon in der Jungsteinzeit Salzvorkommen in Hallstatt gefunden wurden und begonnen wurde, Handel mit dem weißen Gold zu treiben, fand in Stadl auf dem Paurahügel die erste Besiedlung statt. Die dort lebenden Menschen waren wohl hauptsächlich wegen der Überwachung des Wasserweges auf dem Hügel sesshaft geworden. Für den Transport des Salzes wurden neue Transportwege benötigt, wofür sich die Traun hervorragend eignete. Nur bot sich nach der Überquerung des Traunsees ein für damalige Verhältnisse unüberwindbares Hindernis, der Traunfall. Das Salz musste an dieser Stelle umgeladen werden und per Pferdewagen oder Ähnlichem an einen Ort gebracht werden, ab dem die Traun wieder schiffbar und genügend Platz für die Lagerung und Verladung vorhanden war. Das Gebiet des heutigen Stadl erwies sich als optimal für diese Tätigkeiten. In Stadl befand sich also ein vorchristlicher Salzlagerplatz und eine Umladestelle. Ausgrabungen am Paurahügel zeigen nicht nur eine simple Bauernsiedlung, sondern einen befestigten Stützpunkt.
Da Stadl zu dieser Zeit einen natürlichen Hafen besaß, wurde eine regelrechte Industrie aufgebaut. Das Hauptmerkmal waren wohl die „Salzstadeln“ die dem Ort den ersten Teil seines Namens gaben, erst später kam mit dem Bau der Paurakirche der zweite Teil hinzu. Ursprünglich waren es 16 Stadeln, erstmals 1298 erwähnt, bis der große Brand im Jahre 1831 alle zerstörte. Da zu dieser Zeit die Salzschifffahrt bereits ihr langsames Ende fand, wurden nur mehr vier Stadeln aufgebaut. Bis 1916 standen an der Traun die alten Schiffsstadeln. An der Stelle des heutigen Pferdezentrums standen auch Stallungen für über 200 Pferde, die die Salzzillen flussaufwärts zogen. Stadl war auch Haltestelle der k. & k. privilegierten Pferdeeisenbahn.
Zahlreiche Funde lassen vermuten, dass es drei Wege vom Traunsee nach Stadl gab. Der erste führte westlich der Traun von Altmünster über Pinsdorf nach Ohlsdorf und schließlich über Aichlham. Der zweite Weg folgte in etwa dem Verlauf der heutigen Gmundener Straße B 144 von Gmunden über Laakirchen und Roitham am Traunfall nach Stadl. Der dritte Weg schließlich umging den Traunfall großräumig und führte über das Laudach- und das Almtal.
Am Beginn der Bronzezeit wurde im Süden des Paurahügels ein Palisadengraben angelegt, um den Schutz durch die wild umspülenden Flüsse Traun und Ager im Norden und Westen zu ergänzen.
Auch in der Römerzeit blieben die Anlagen erhalten und durch die Römerstraße, die nach Lambach führte, gewann das Gebiet um Stadl noch einmal an Bedeutung als Salzumschlagplatz.
Während der Zeit der Völkerwanderung zogen viele fremde Völker entlang der Römerstraßen und raubten und plünderten, was zur Folge hatte, dass der Paurahügel vermutlich die Funktion einer Art Fliehburg erhielt.
Im 13. Jahrhundert kam es zur Auflösung der Siedlung auf dem Paurahügel. Die Gründe dafür sind bis heute unklar.

### Die Ära der Salzschifffahrt
Im Jahr 1311 wurde der Hallstätter Salzbergbau von Königin Elisabeth neu geregelt, was einen Anstieg des Handelsverkehrs auf der Traun zur Folge hatte. Als eine Folge daraus wurden die großen Schifffahrtshindernisse beseitigt, so auch der Traunfall, der erstmals ausgebaut wurde. 1552 baute der berühmte Wasserbauer Thomas Seeauer den etwa 400 m langen Holzkanal am Traunfall.
Ein weiteres Problem für die Salzschiffer war, dass die Traun ab Stadl in einem breiten Bett floss und sich in viele Seitenarme teilte. Außerdem führte der lose Schotterboden der Welser Heide dazu, dass sich die Traun ständig veränderte. Dies sind weitere Gründe für die günstige Entwicklung von Stadl, denn daher konnten die Schiffe nicht mehr so tief eintauchen, was ein Umladen auf kleinere Schiffe nötig machte. So musste in Stadl die Menge Salz von 60 „Traunern“ (die Schiffe, die von Gmunden nach Stadl fuhren), auf 110 Salzzillen umgeladen werden.
Die Stadlinger Schiffer brachten die Salzzillen bis zur Mündung der Traun in die Donau bei St. Peter. St. Peter war damals ein Vorort von Linz und wurde von den Nationalsozialisten später eingeebnet, um darauf die Hermann-Göring-Werke (die heutige VOEST) zu bauen.
Der Niedergang der Salzschifffahrt begann mit der Eröffnung der ersten Pferdeeisenbahn und der darauf folgenden Dampfeisenbahn. Im 20. Jahrhundert endete die Ära der Salzschiffer, als am 4. November 1911 die letzte Salzzille die Traun befuhr.

### Schiffsbautradition in Stadl
Zur Blütezeit der Salzschifffahrt gab es an den Flüssen und Seen des Salzkammergutes 170 Schiffsbauplätze, die Schiffe für den Salztransport, aber auch für das kaiserliche Heer bauten. Von den zahlreich an der Traun liegenden Schiffsbauplätzen, auch Schopperplätze genannt, lagen vier in Stadl. Um ein Schiff zu bauen, brauchte man damals, wie heute, die nötige Erfahrung und viel Zeit. Zuerst musste man die nötigen Stämme aus dem Atterseegebiet nach Stadl bringen. Diese 30 bis 35 Meter langen Fichtenstämme wurden anschließend aufgewunden und mit einer „Dreimannsäge“ in der Mitte auseinander gesägt. Später wurden daraus die Bretter für den Schiffsboden und die Schiffswände gesägt. Die Wandbretter wurden dabei an der Seite abgeschrägt, damit sich beim zusammensetzten eine V-förmige Rille bildete. Diese Rille wurde mit Moos „geschoppt“, daher der Name Schopper, und mit einem Holzplättchen abgedeckt. Zum Schluss wurde das Ganze mit einer Klampfe verheftet. Diese Konstruktion musste einige Tage im Wasser sein, um sich zu festigen und abzudichten.
Um das Schiff zu stabilisieren, wurden als Schiffsrippe sogenannte Kipfen verwendet. Diese Kipfen bestanden aus dem Wurzelholz junger Bäume und mussten zudem im rechten Winkel gewachsen sein. Wegen der großen Nachfrage an Salzschiffen wurden damals ganze Wälder vernichtet. Um dem Einhalt zu gebieten, wurden ab dem Jahr 1511 die Gegenzüge auf der Traun eingeführt.
Von den Schiffsbauplätzen in Stadl-Paura ist heute nichts mehr erhalten, nur noch Straßennamen erinnern an das sehr wichtige Handwerk aus der Ära der Salzschifffahrt.

### Die Pest in Stadl-Paura
Das Jahr 1713 stellte den Höhepunkt der Pest in Oberösterreich dar. Zu jener Zeit war der gebürtige Stadlinger Maximilian Pagl Abt im Stift Lambach. Von der drohende Pestgefahr beunruhigt, legte er ein Gelübde ab, zu Ehren der Heiligen Dreifaltigkeit eine Kirche zu bauen, wenn Lambach und Umgebung von der Pest verschont blieben. Der folgende Winter brachte die Seuche zum Erliegen. In Stadl steht noch heute ein kleines Denkmal zu diesem Anlass, die Pestsäule. Ein viel größeres Denkmal ließ Maximilian auf dem Paurahügel errichten, die Paurakirche. Bereits zu Beginn des Jahres 1714 suchte er um die Baubewilligung einer Dreifaltigkeitskirche auf dem Paurahügel an, welche er wenig später erhielt. Die Grundidee war, die Dreifaltigkeit Gottes darzustellen, daher ist die Ziffer „3“ bei der Gestaltung vorherrschend. Die Kirche besitzt drei Tore, drei Hauptfenster, drei Altäre, drei Orgeln und drei Ecktürme.
Für die architektonische Umsetzung wurde der Linzer Baumeister Johann Michael Prunner engagiert. Es wurden keine Kosten und Mühen gescheut, um den neuen Prunkbau in voller Pracht erstrahlen zu lassen. Zeitgenössische Künstler wie Martino Altomonte, Carlo Carlone, Domenico Parodi und Francesco Messenta zeichneten für die Innengestaltung verantwortlich.
Nach zehnjähriger Bauzeit konnte die Paurakirche 1724 fertiggestellt werden. Am 29. Juli 1725 folgte die Einweihung durch den Passauer Fürstbischof Joseph Dominikus von Lamberg.

### Franzosenkriege

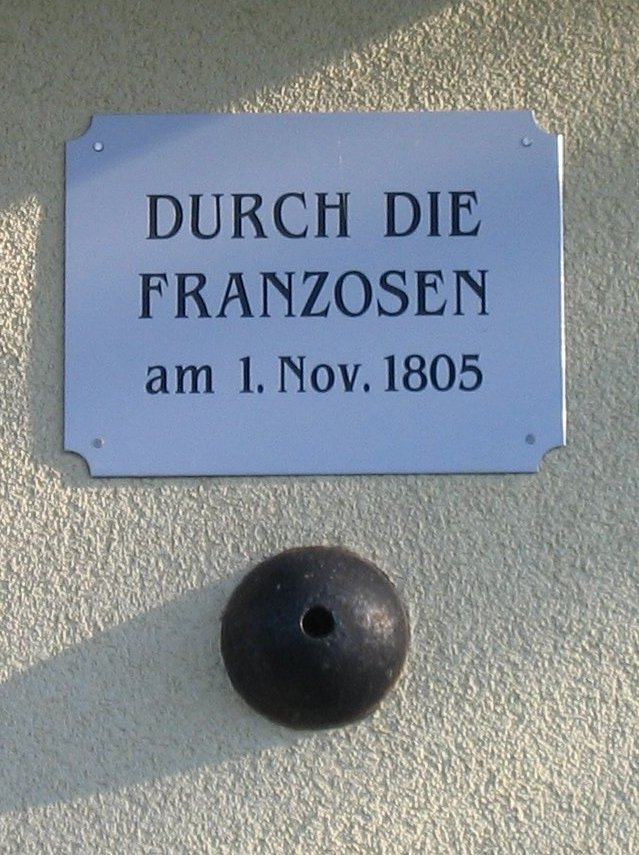
Andenken an die Franzosenkriege in Stadl-Paura

Im Zentrum von Paris erinnert noch heute eine Säule auf dem Place Vendôme an den Feldzug Napoleons I. im Jahr 1805. Darauf sind alle markanten Kriegsereignisse abgebildet, darunter auch eine Abbildung von Lambach, Stadl-Paura und der Traun.
In Stadl-Paura selbst erinnern heute eine in einem Haus eingemauerte Kanonenkugel und die sogenannte Franzosenkapelle an diese Zeit.

### Zweiter Weltkrieg
Ein 1911 in Stadl-Paura gegründetes Kinderheim, in dem Ordensschwestern des „Seraphischen Liebeswerks“ Waisenkinder und Kinder mit Beeinträchtigungen betreuten, wurde im September 1940 durch die Nationalsozialisten aufgelöst. Dutzende Kinder wurden in die Linzer Heil- und Pflegeanstalt Niedernhart gebracht. Möglicherweise wurden sie später zu Opfern der NS-„Euthanasie“-Aktion „T4“ in Hartheim. Drei Buben starben nachweislich im Frühjahr 1941 in Niedernhart.

### Gegenwart
Am 24. Oktober 2022 wurde Stadl-Paura von der Marktgemeinde zur Stadtgemeinde erhoben.

## Kultur und Sehenswürdigkeiten

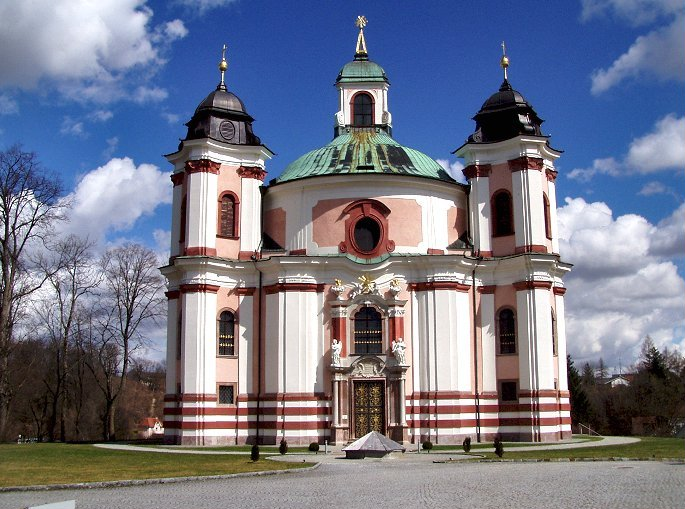
Wallfahrtskirche Stadl-Paura

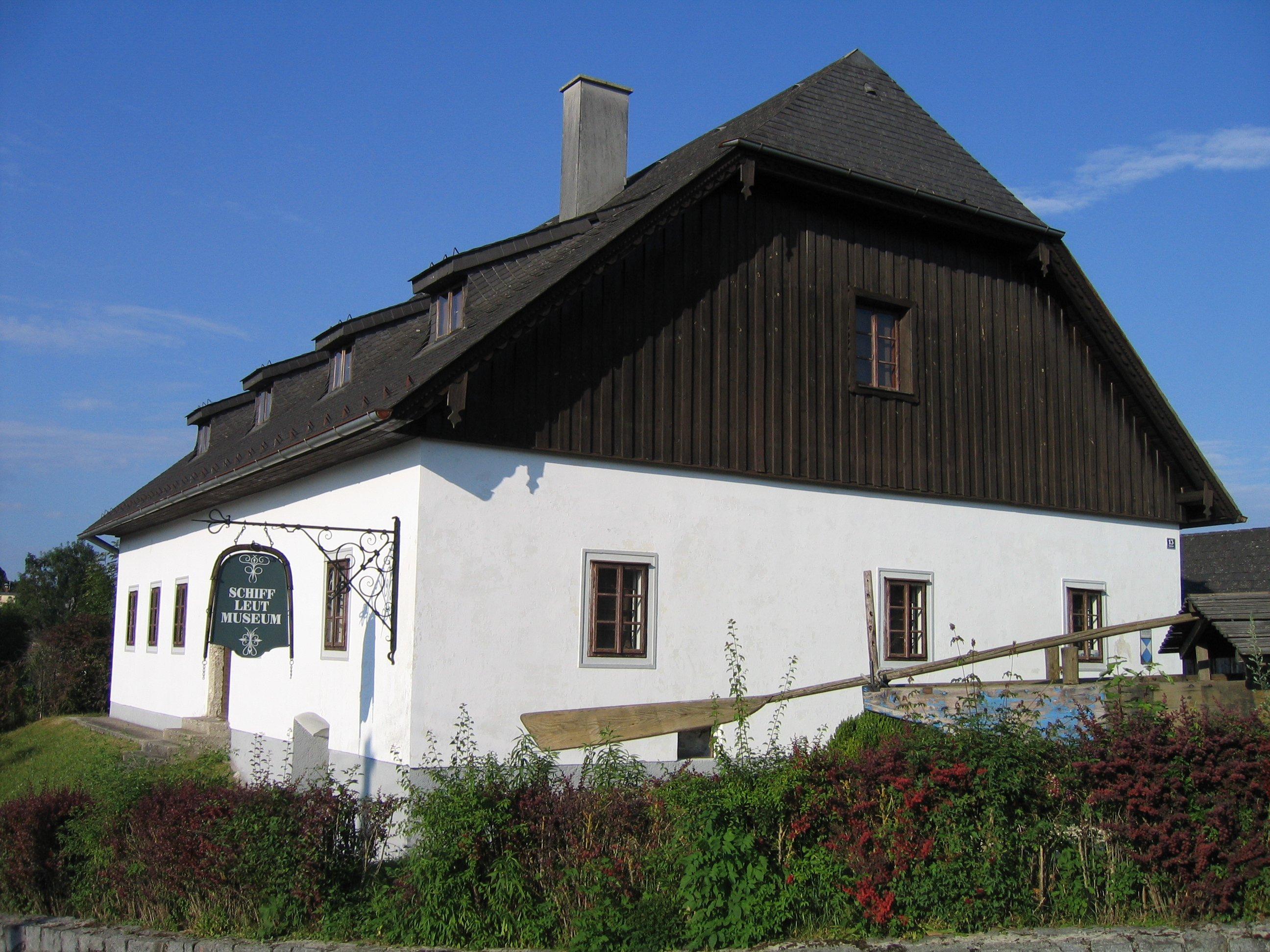
Schiffleutmuseum und Geburtshaus von Abt Maximilian Pagl von Lambach

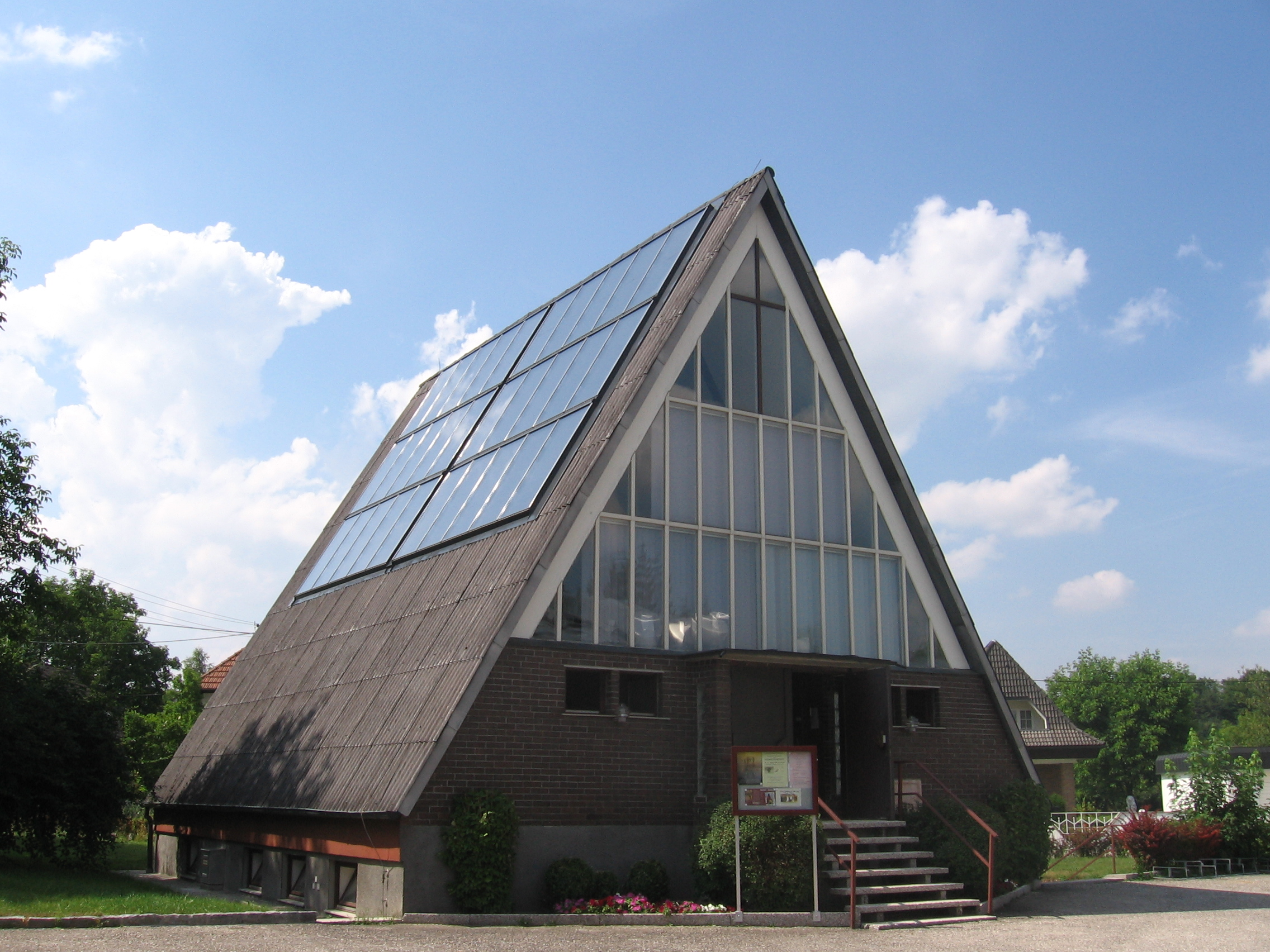
Evangelische Trinitatiskirche

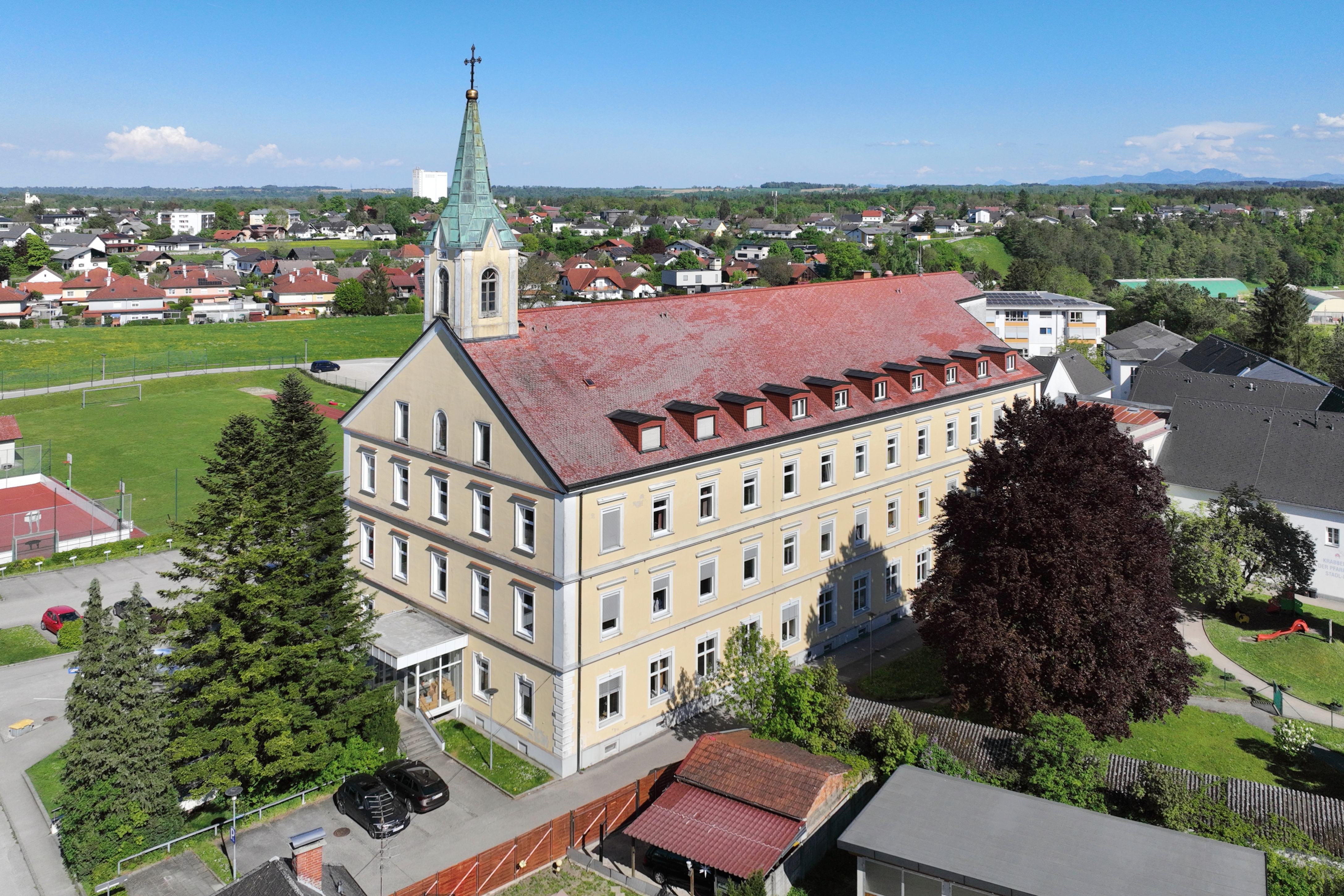
Ehemaliges Frauenkloster Nazareth und jetziges Schulgebäude der TNMS Stadl-Paura

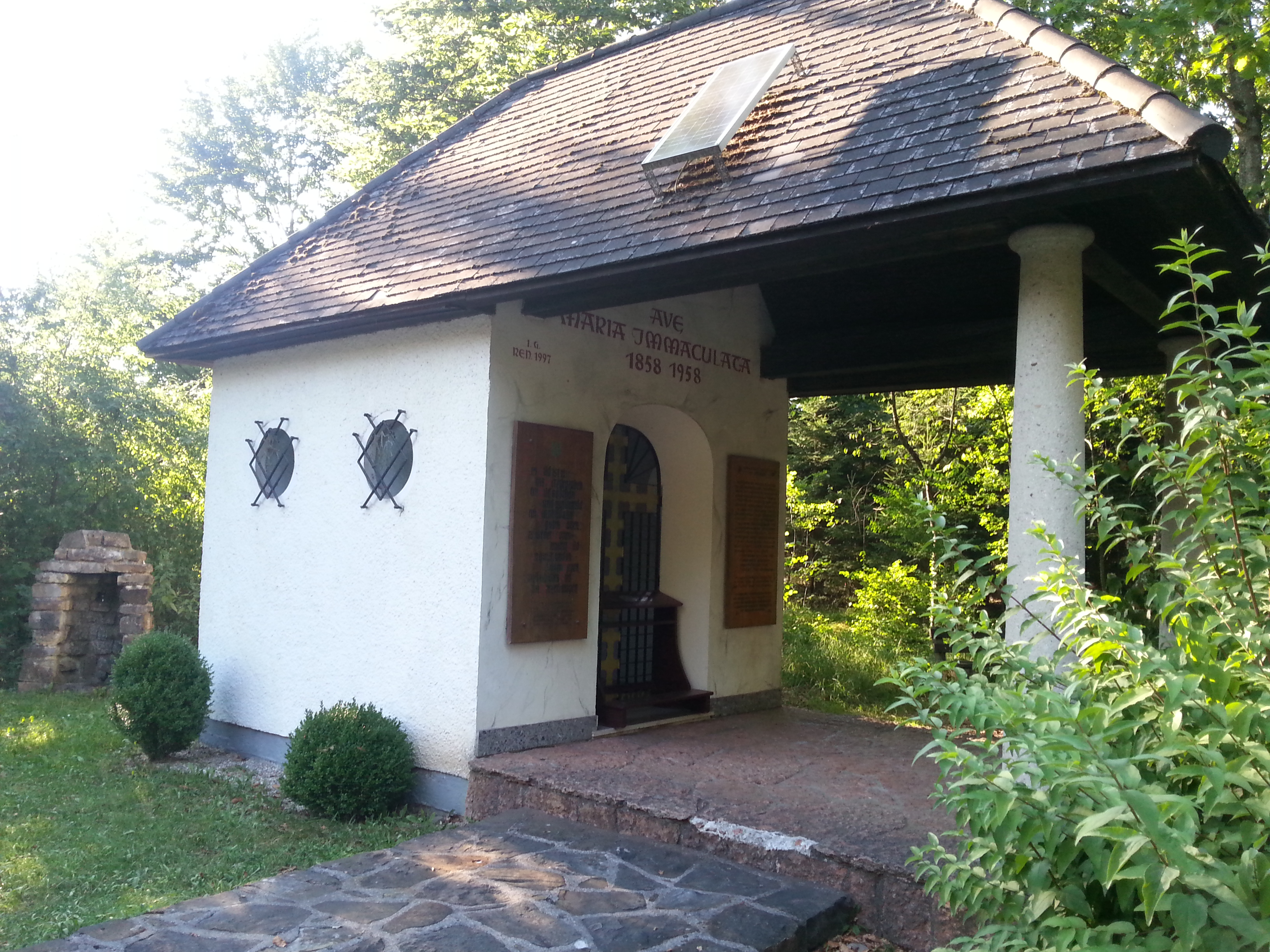
Waldkapelle Stadl-Paura (Seitenansicht) an der Bundesstraße B144

- Die barocke Wallfahrtskirche Stadl-Paura wurde in den Jahren 1714 bis 1724 vom oberösterreichischen Baumeister Johann Michael Prunner (1669–1739) errichtet. Die Kirche ist ein Votivbau, die vom Lambacher Abt Maximilian Pagl als Dank dafür, dass die Gegend von der Pest verschont blieb, gestiftet wurde. Das Patrozinium der Dreifaltigkeit wurde in Bautyp, Ausstattung, Einrichtung und Wahl der Materialien konsequent umgesetzt. Die Zahl „3“ ist bestimmend: Ein dreieckiger Grundriss, drei Türme, drei Altäre, drei Marmorportale usw. Hochaltargemälde von Martino Altomonte und Domenico Parodi, drittes Altarbild und Kuppelgemälde von Carlo Carlone; drei Orgeln von Johann Ignaz Egedacher.
- Das Schiffleutmuseum ist ein Museum des Schiffervereins Stadl-Paura und gleichzeitig Geburtshaus von Abt Maximilian Pagl. Das Museum beschäftigt sich mit der Geschichte von Stadl-Paura als wichtiger Umschlagsplatz für das Salz aus dem Salzkammergut. Zu sehen ist zum Beispiel eine Nachbildung des Traunfalls. Außerdem beheimatet das Schiffleutmuseum die Trachtengruppe des Stadlinger Schiffervereines. Der mit circa 460 Mitgliedern und 50 Trachtenträgern zu einem der bedeutendsten Vereine von Stadl-Paura zählt. Der Verein verfügt sogar über einen eigenen Marsch der von Karl Schmidinger komponiert wurde.
- Österreichisches Pferdezentrum Stadl-Paura

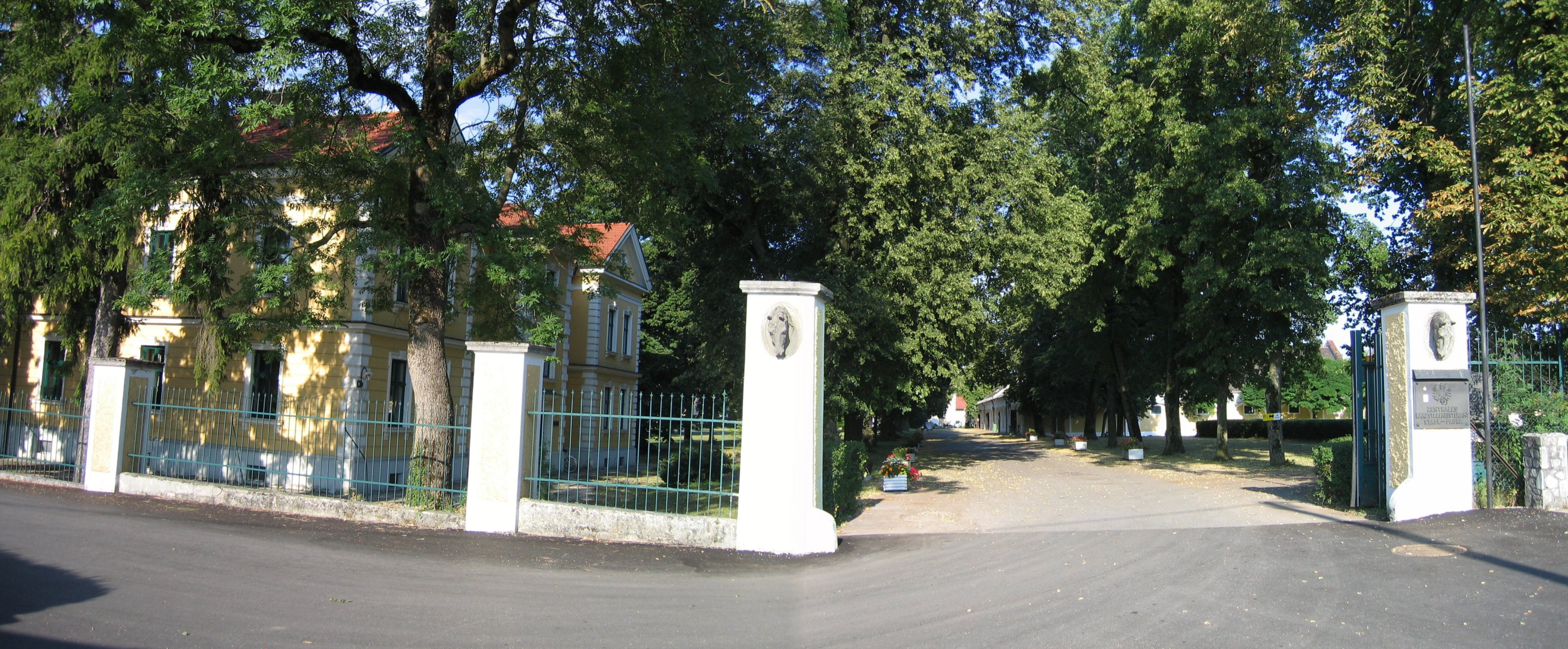
Pferdezentrum Stadl-Paura

Das ehemalige k. & k. Hengstendepot wurde nach der Privatisierung zum Österreichischen Pferdezentrum umbenannt. In diesem Pferdezentrum finden alljährlich die verschiedensten Arten von Pferdeveranstaltungen statt.
Dazu gehören Europa- und Weltmeisterschaften sowie kleinere Reitturniere an den Wochenenden. Aber auch der sehr beliebte Weihnachtsmarkt hat hier nun schon seit einigen Jahren seinen festen Platz.
Darüber hinaus befinden sich auch noch eine Zuchtanstalt, ein Ausbildungs- und Vermarktungszentrum und eine Schulungs- und Weiterbildungsstelle für die landwirtschaftliche Fachschule Lambach im Pferdezentrum Stadl-Paura.
- Heeresmunitionsanstalt Stadl-Paura

Im Jahr 1938, nach dem Anschluss Österreichs an das Deutsche Reich, kaufte die deutsche Luftwaffe eine Waldfläche von etwa 200 ha vom Stift Lambach. Es befanden sich aber auch Grundstücke von Privatpersonen in diesem Gebiet, die keine Entschädigung für den Verkauf ihres Waldes erhielten.
Es wurde sofort mit dem Bau einer Luftwaffenanstalt begonnen. In der Fabrik wurden jahrelang Granaten und Bomben produziert. Kurz vor Kriegsende waren sogar ukrainische Zwangsarbeiterinnen aus der Flachsspinnerei in der Anstalt untergebracht. Als zwei von ihnen fliehen wollten, wurden sie kurzerhand der Polizei übergeben und hingerichtet.
Nach dem Krieg wurde die Fabrik stillgelegt und viele Unternehmen wollten sie für ihre Projekte erwerben, darunter die Porsche AG, die hier eine Autofabrik errichten wollte.
Doch das skurrilste Projekt war das der Flachsspinnerei. Der damalige Generaldirektor Ludwig Balder wollte in dem Gelände eine Warmwasserröste und eine Flachsschwinganlage errichten und den so vorbearbeiteten Flachs mit Hilfe einer Seilbahn in das eigentliche Gelände der Spinnerei transportieren. Schließlich kaufte der Staat Österreich das Gelände und brachte dort zuerst die B-Gendarmerie und später das Bundesheer unter.
Am 16. September 1948 ereignete sich beim geplanten Abtransport und anschließender Vernichtung von Restbeständen an Munition eine folgenschwere Explosion, die fünf Menschenleben forderte. Weiters waren drei Schwer- und zehn Leichtverletzte zu beklagen.
Später richtete man eine Zündschnurfabrik auf dem Gelände ein. Beim Erproben einer Verschleißmaschine kam es zu einem weiteren Unglück. Beim Hantieren mit zwei Fässern gefüllt mit dem Sprengstoff Boleron kam es zu einer Explosion, die zwei Menschen das Leben kostete. Durch die hervorgerufene Druckwelle wurden eine Lagerhalle und einige Fensterscheiben in der nahegelegenen Wohnsiedlung zerstört.
Heute wird die Heeresmunitionsanstalt nur noch als Munitionslager des Österreichischen Bundesheeres genutzt und ist seit der Umstrukturierung des Heeres eines der letzten Lager in Österreich.
- Evangelische Trinitatiskirche

Bis 1945 gab es in Stadl-Paura nur einige evangelische Familien. Erst im Zweiten Weltkrieg kamen viele Heimatvertriebene aus Rumänien und den Balkanstaaten nach Stadl-Paura und bewirkten eine sprunghafte Vervielfachung der evangelischen Einwohner.
Zuerst gab es nur eine aus Wels geleitete Predigtstation in Stadl-Paura, die in einer Baracke des Flüchtlingslagers untergebracht war. 1960 erwarb die Welser Pfarrgemeinde ein Wohnhaus in der heutigen Kirchengasse und richteten dort einen Betsaal ein. 1964 wurde Stadl-Paura Tochtergemeinde von Wels und 1970 eigenständige Evangelische Pfarrgemeinde A.B.
Doch der Gemeinde fehlte noch eine Kirche. 1973 kam ein Angebot aus Aachen im Rheinland, der Gemeinde eine Kleinkirche zu schenken. 1974 fand der Abbau in Aachen und am 7. April die Grundsteinlegung in Stadl-Paura statt. Am ersten Adventsonntag desselben Jahres wurde die Kirche von Superintendent Temmel geweiht.
Im Jahr 2005 entschied man sich eine Solaranlage auf das Kirchendach zu installieren um die hohen Kosten für Heizung und Warmwasser zu senken. 2006 wurde das Projekt vollendet und die Evangelische Pfarrgemeinde erhielt in demselben Jahr das GreenBuilding-Logo der EU.
- Ehemaliges Bahnhofsgebäude der Pferdeeisenbahn

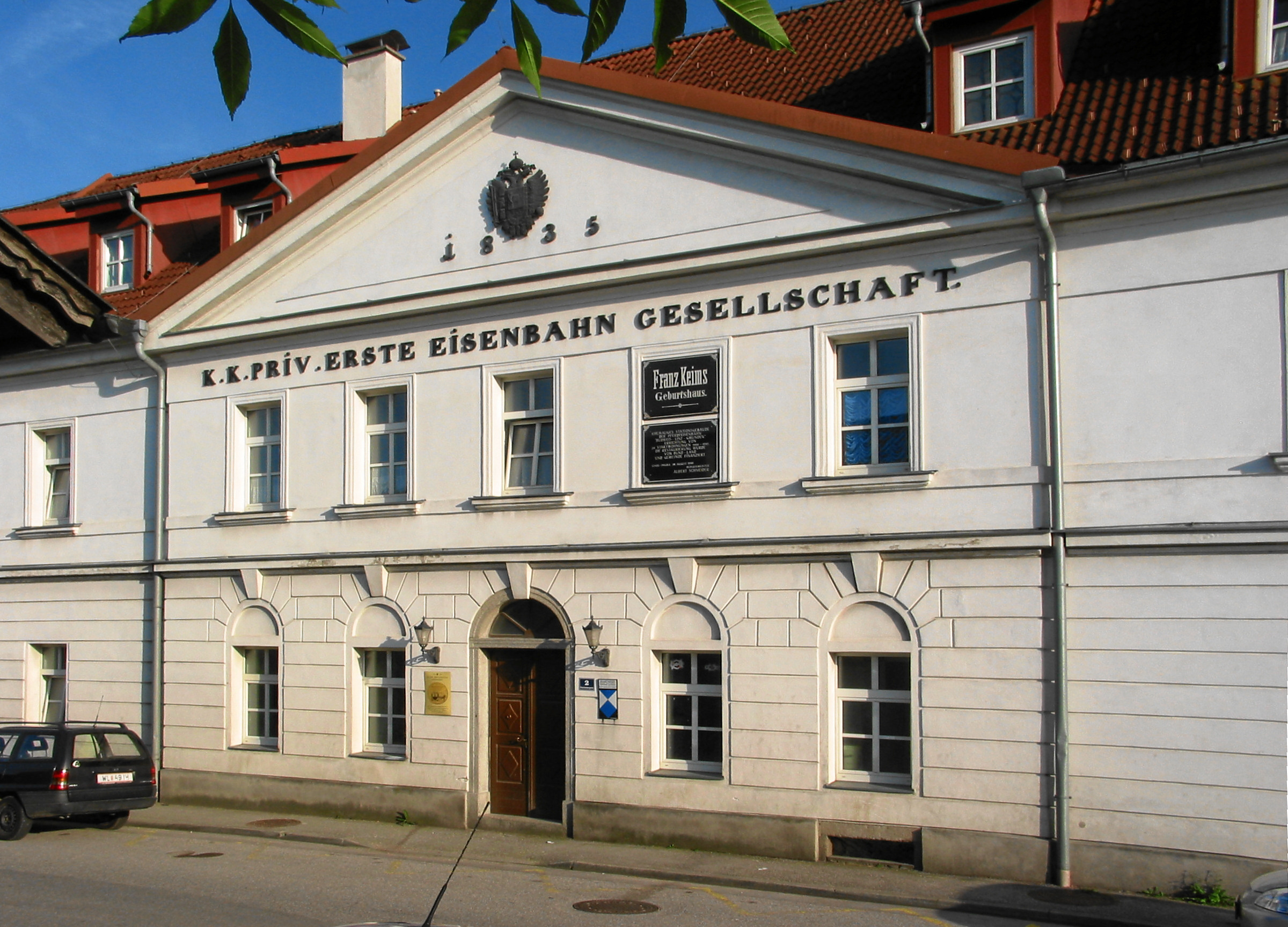
Bahnhofsgebäude der Pferdeeisenbahn

Im Jahre 1834 kaufte die Eisenbahngesellschaft vom Lambach ein Grundstück von etwa einem Joch um 200 Gulden in Stadl-Paura. Am 1. August desselben Jahres begannen die Bauarbeiten und waren in erstaunlich kurzer Zeit fertiggestellt. In dem Gebäude waren Wohnungen für die Bediensteten sowie ein Gastzimmer und später 15 Fremdenzimmer untergebracht. An der damaligen Station war auch eine große Turmuhr angebracht, die heute im Wiener Eisenbahnmuseum zu betrachten ist. Sie trägt die Inschrift „Johann Holleder goss mich vor die Direktoren der K.K. priv. erste E.B.Ges. in Linz 1835.“
Den Stadlinger Bahnhof hat man oft als den größten und belebtesten auf dieser Strecke bezeichnet. Wahrscheinlich wegen der Bahngaststätte, die aus heutiger Sicht die erste ihrer Art war. Also kann man sagen, dass Stadl-Paura das erste Bahnhofshotel in Oberösterreich besaß. Dieses Gasthaus bzw. Hotel führte der Gastwirt Keim, der Vater des später so berühmten Dichters Franz Keim. Er erblickte hier 1840 das Licht der Welt und schrieb später in seinen Werken über dieses Gebäude: „Meine Eltern hatten durch Fleiß und gute Wirtschaft die damals kleine Gastwirtschaft vergrößert, und zu ehrenvollen Flor gebracht.“
Heute dient das Gebäude als Wohnhaus und als Jugendzentrum. Von dem einstigen Treiben auf dem Bahnhof erinnern nur noch die alten Erzählungen und Bilder aus dieser Zeit.
- Ehemaliges Frauenkloster Nazareth

Gegründet wurde das Kloster Nazareth vom Abt des Stiftes Lambach Theoderich Hagn. Am 22. Dezember 1864 fand die Einweihung des Klosters durch den Gründer Abt Hagn statt. Schon am 1. Jänner 1865 begannen die Borromäerinnen mit ihrer Betreuung der Kranken, Greisen, Kinder und Jugendlichen in Stadl-Paura. Im Jahre 1904 wurde das Kloster auf die heutige Form umgebaut. Später wurden immer wieder Um- und Zubauten vorgenommen und die Zahl der Ordensschwestern wuchs von ursprünglich 3 auf 40 an.
Im Jahre 1919 erfolgte die Eröffnung der Bürgerschule für Mädchen, die aber am 29. Juni 2002 zur allgemeinen Hauptschule für Knaben und Mädchen umgewidmet wurde.
Das Altersheim bot im Kloster in den 1980er Jahren Platz für 50 zum Teil pflegebedürftige Personen. Im Jahr 2003 fand der Spatenstich für das neue Sozialzentrum der St. Anna GmbHs statt. Im Sommer 2005 wurde der Neubau eröffnet und mit den neuesten Standards im Bereich der Altenpflege ausgestattet.
Nach 160 Jahren lösten die Borromäerinnen den personell ausgedehnten Standort im Jahr 2024 auf.
- Waldkapelle

Einst stand die Waldkapelle an der alten Salzstraße an der bis ins Jahr 1289 das Salz aus Gmunden per Landtransport nach Stadl-Paura gebracht wurde. Als das Salz dann auf Schiffen nach Stadl-Paura gebracht wurde, benutzte man die Straße vorwiegend als Postverbindung. Und im Jahre 1828 fuhr genau auf dieser Straße der bekannte Dichter Nikolaus Lenau nach Linz. Die idyllisch gelegene Kapelle inspirierte den Dichter zu folgendem Gedicht:

„Der dunkle Wald umrauscht den Wiesengrund,

Gar düster liegt der graue Berg dahinter,

Das dürre Laub, der Windhauch gibt es kund;

Geschritten kommt allmählich schon der Winter.
Die Sonne ging umhüllt von Wolken dicht,

Unfreundlich, ohne Scheideblick von hinnen,

Und die Natur verstummt, im Dämmerlicht

Schwermütig ihrem Tode nachzusinnen.
Dort, wo die Eiche rauscht am Bergesfuß,

wo lang vorüberklagt des Baches Welle,

Dort winket, wie aus alter Zeit ein Gruß,

Die längst verlass’ne, stille Waldkapelle.
Wo sind sie deren Lied aus Deinem Schoß,

O Kirchlein, einst zu Gott emporgeflogen,

Vergessend all ihr trübes Erdenlos?

Wo sind sie?-ihrem Liede nachgezogen!“

Die Waldkapelle ist heute nicht mehr der Öffentlichkeit zugänglich. Sie liegt auf dem Gebiet der Heeresmunitionsanstalt Stadl-Paura und wird nur zur Barbarafeier und zur Maiandacht genutzt.

### Kleindenkmäler in Stadl-Paura

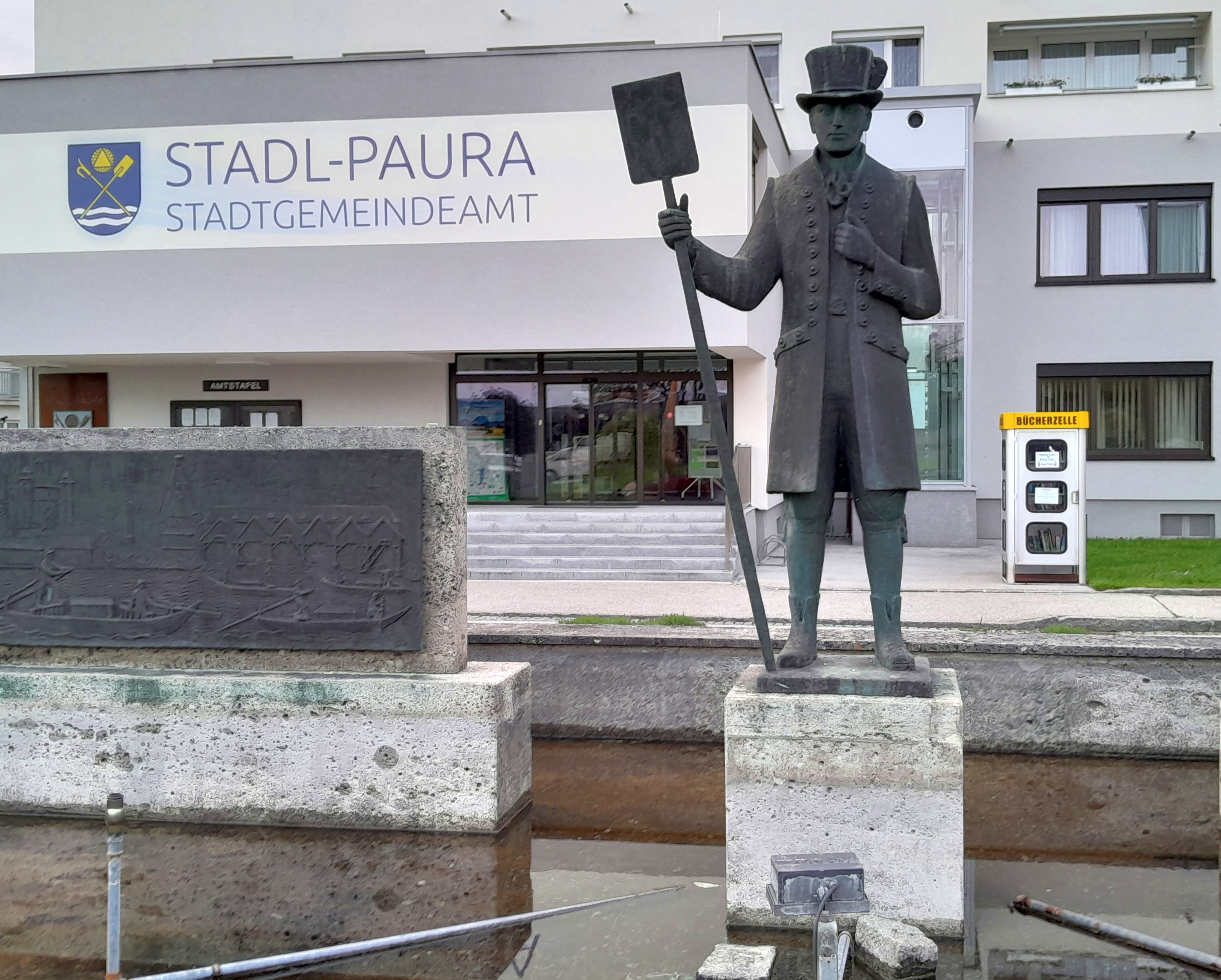
Bronzefigur beim Schifferbrunnen; vom Bildhauer Josef Diethör

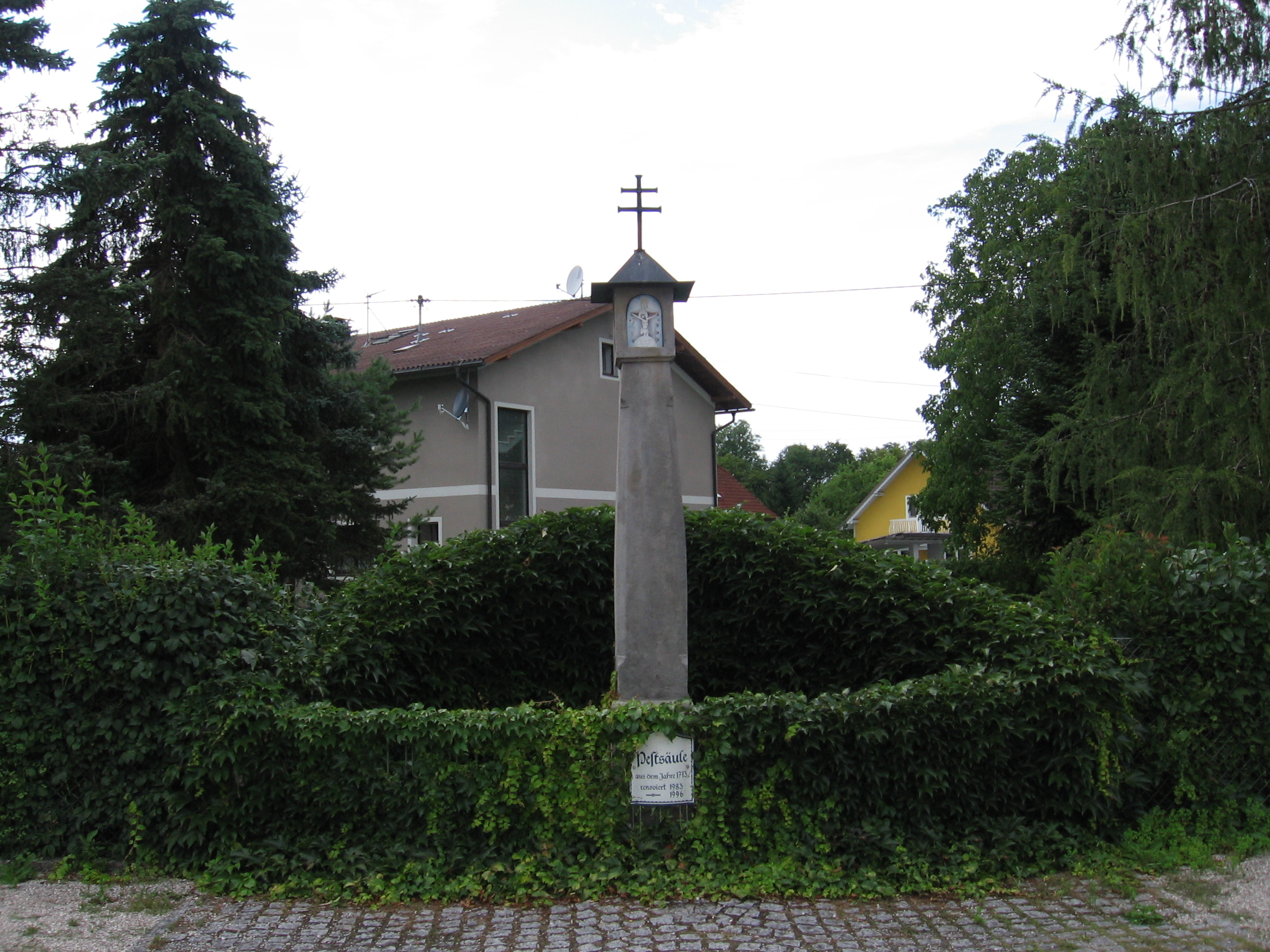
Pestsäule in Stadl-Paura

In dem Gebiet der Stadtgemeinde Stadl-Paura gibt es 47 Kleindenkmäler in verschiedenen Ausführungen. Hier sind die wichtigsten:
- Schifferbrunnen

1973 ließ man vor dem Amtshaus der Stadtgemeinde einen Brunnen errichten. Er besteht aus einem überlebensgroßen Schiffmann in Festtracht mit Paraderuder und zwei großen Bronze-Reliefs, die die Dreifaltigkeitskirche, die Traun mit den Salzstadeln und das Stift Lambach mit einem Gegenzug darstellen. Die Rückseite der Reliefs zeigt die Geschichte der Donauschwaben von den Anfängen in den damaligen Siedlungsgebieten über die Vertreibung nach dem Zweiten Weltkrieg bis zur Ansiedlung von Heimatvertriebenen in Stadl-Paura.
- Kriegerdenkmal

Im Park an der Schiffslände ließ man im Jahr 1956 ein Kriegerdenkmal zur Erinnerung an die in den beiden Weltkriegen gefallenen oder vermissten Stadlingern errichten. Die Form des Denkmals erinnert an die alten Salzstadeln. Die Kosten beliefen sich auf 123.504 Schilling.
- Franzosenkapelle

Am 19. Dezember 1800 entfachte zwischen den österreichischen und französischen Truppen ein heftiger Kampf auf der so genannten Kuhweide. Heute steht an dieser Stelle die 1898 vom Militärveteranenverein Lambach gestiftete Franzosenkapelle.
- Pestsäule

Da Stadl-Paura von der Pest verschont blieb, wurde nicht nur die Dreifaltigkeitskirche gebaut. Der Legende nach wurde genau an jener Stelle, wo die Pest aufhörte sich zu verbreiten, eine Pestsäule erbaut. Die aus Sandstein erbaute Säule musste schon des Öfteren renoviert werden.
- Kruzifix im Friedhof

Im Friedhofsgelände von Stadl-Paura steht ein 4,5 m hohes Holzkreuz. Das Besondere an ihm ist, dass die Jesusfigur nicht mit ausgestreckten, sondern mit angewinkelten Beinen ausgeführt ist.

## Wirtschaft und Infrastruktur

### Unternehmen

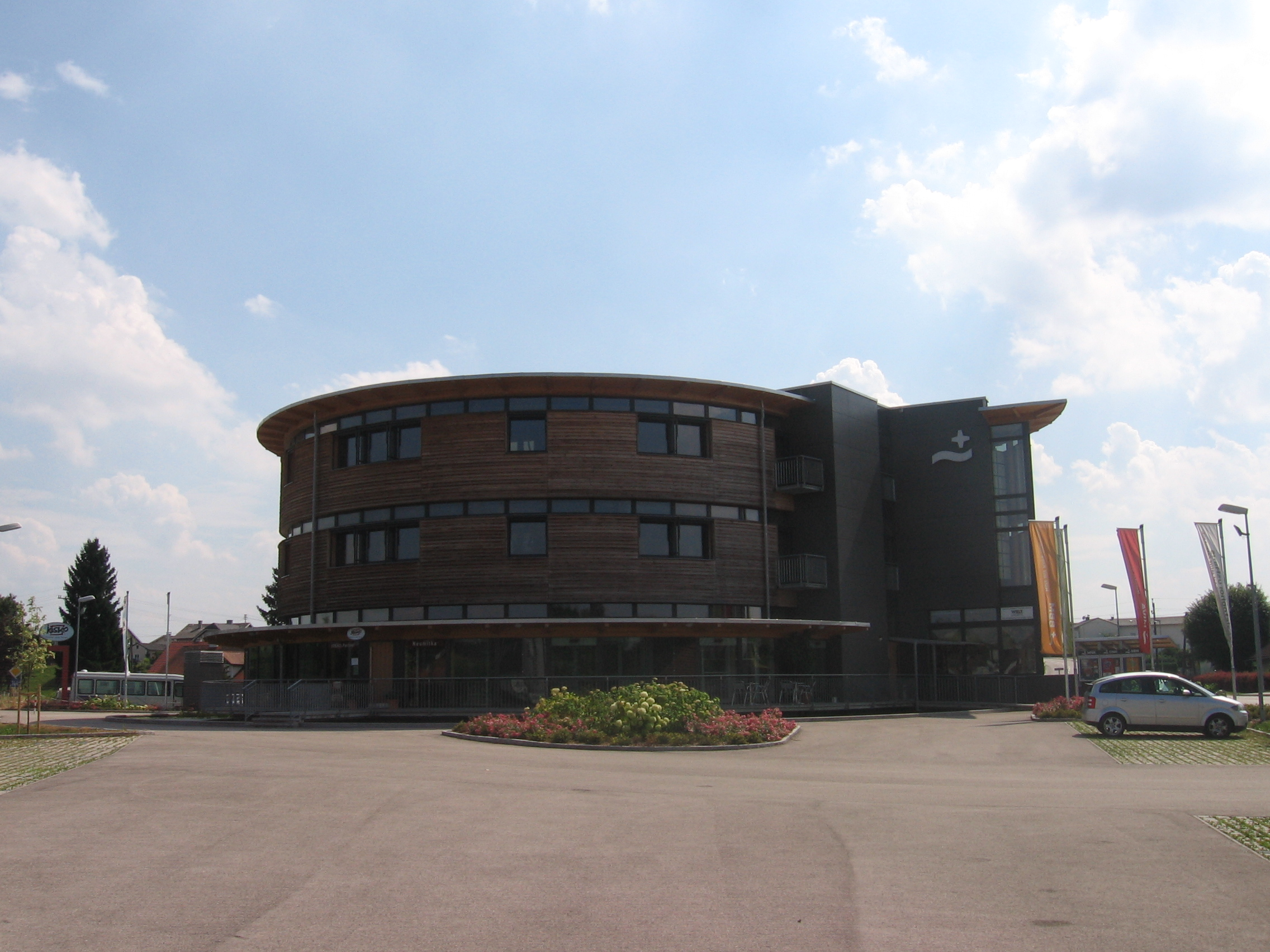
Christopherus-Haus der MIVA

- Linde Gas GmbH: Ein Tochterunternehmen des weltweit operierenden Gasunternehmens Linde AG. 1914 als Sauerstoff- und Wasserstoffwerk Lambach gegründet, befindet sich seit 1985 der Sitz der österreichischen Linde Gas GmbH in Stadl-Paura. Niederlassungen in Österreich befinden sich weiters in Wien, Graz, Linz, Eggendorf, Kapfenberg, Klagenfurt und Wörgl. Das Unternehmen produziert Gase aller Art für Gewerbe-, Industrie-, Medizin- und andere Anwendungen.
- Lambacher Hitiag Leinen AG: 1853 als „Lambacher Flachsspinnerei Aktiengesellschaft“ gegründet, arbeiteten zu Spitzenzeiten bis zu 1.000 Menschen im Schichtbetrieb in dem Betrieb. Das auf die Leinenproduktion spezialisierte Unternehmen war für einige Zeit die größte Leinenspinnerei in Europa. Im Zuge des allgemeinen Trends wurden auch in der Lambacher Hitiag Leinen AG konsequent Arbeitsplätze abgebaut. Der Abbau hatte die Schließung des Werkes in der Nähe von Pöchlarn im Jahr 2001 und somit die Verlagerung der Nassgarnproduktion in das ungarische Tolna zur Folge. Nach der Streichung von weiteren 60 Arbeitsplätzen wurde am 25. Jänner 2005 die Auflassung der Produktion in Stadl-Paura beschlossen. Die Konzernzentrale, der Verkauf und das Lager verbleiben jedoch mit etwa zehn Mitarbeitern in Stadl-Paura.
- Missions-Verkehrs-Arbeitsgemeinschaft – MIVA: Die österreichische MIVA mit Sitz im Christopherus-Haus in Stadl-Paura ist ein Hilfswerk der katholischen Kirche, die es sich zum Ziel gesetzt hat, Fahrzeuge aller Art für den Einsatz für Missions- und Entwicklungshilfe zu finanzieren. Das Unternehmen wurde am 22. Oktober 1949 im Stift Lambach gegründet. MIVA-Fahrzeuge werden in Afrika, Lateinamerika und Asien eingesetzt und ermöglichen es Priestern und Entwicklungshelfern, die oft schwer passierbaren Straßen einigermaßen sicher und zuverlässig zu passieren. Seit der Gründung wurden über 17.000 Fahrzeuge durch die österreichische MIVA finanziert.
- Alaska Sport-Dress Wilhelm Stepek Gesellschaft m.b.H. & Co. KG: Das Unternehmen Alaska produzierte über 40 Jahre Skimoden an verschiedenen Standorten und vertrieb diese über ihre Niederlassungen in der ganzen Welt. Die Zentrale dieses international tätigen Unternehmens lag bis Mitte 2015 in Stadl-Paura. Weitere Standorte in Österreich waren Klagenfurt, Innsbruck, Passau, Wien, Salzburg. Die Firma wurde im Mai 2015 nach einem Konkurs liquidiert.[6]
- Kabel-TV Stadl-Paura Gesellschaft m.b.H: Örtlicher Anbieter von Kabelfernsehen, Breitbandinternet und Telefon, gegründet im April 1991.

### Bildung
- Volksschule: 1910 als Kaiser-Franz-Joseph-Jubiläumsschule gegründet. Bis Mitte des 20. Jahrhunderts wurde das Gebäude unter anderem als Quartier für Besatzungssoldaten und als externe Lagerschule für Flüchtlinge genutzt. 1958 stürzte eine Klassendecke während der Ferien ein. Daraufhin wurde die Schule umgebaut und 1962 als Franz-Keim-Schule samt neuem Turnsaal eröffnet.
- Hauptschule: 1920 als private Mädchenhauptschule im Kloster Nazareth gegründet und vom Orden der Barmherzigen Schwestern vom hl. Karl Borromäus geführt. Aufgrund fehlenden Schwesternnachwuchses wurde die Privatschule nach dem Schuljahr 1999/2000 geschlossen und seither als öffentliche Hauptschule für Knaben und Mädchen geführt. Es werden zwei Schwerpunkte angeboten: Informatik und Fremdsprachen.
- Landesmusikschule: 1951 als Musikschule Lambach/Stadl-Paura von beiden Gemeinden gegründet. Direktor der ersten Stunde war Friedrich Kinzl. Ihm folgte Karl Schmidinger. 1977 wurden die Musikschule vom Land Oberösterreich in einer Kooperation übernommen. 1998 wurde Hubert Ecklbauer vom Land Oberösterreich als Musikschuldirektor bestellt. In Lambach und Steinerkirchen sind Zweigstellen gelegen. Im Jahr 2018 wurden im gesamten Schulverband rund 850 Schüler von 35 Lehrpersonen unterrichtet.
- Die HBLFA Raumberg-Gumpenstein, eine Dienststelle des Bundesministeriums für Land- und Forstwirtschaft, Regionen und Wasserwirtschaft, hat einen Standort in der Gmundner Straße. Dieser ist Teil des Institutes für Biologische Landwirtschaft und Biodiversität der Nutztiere und bearbeitet Forschungsfragen zum Biologischen Ackerbau des Alpenvorlandes.

## Politik

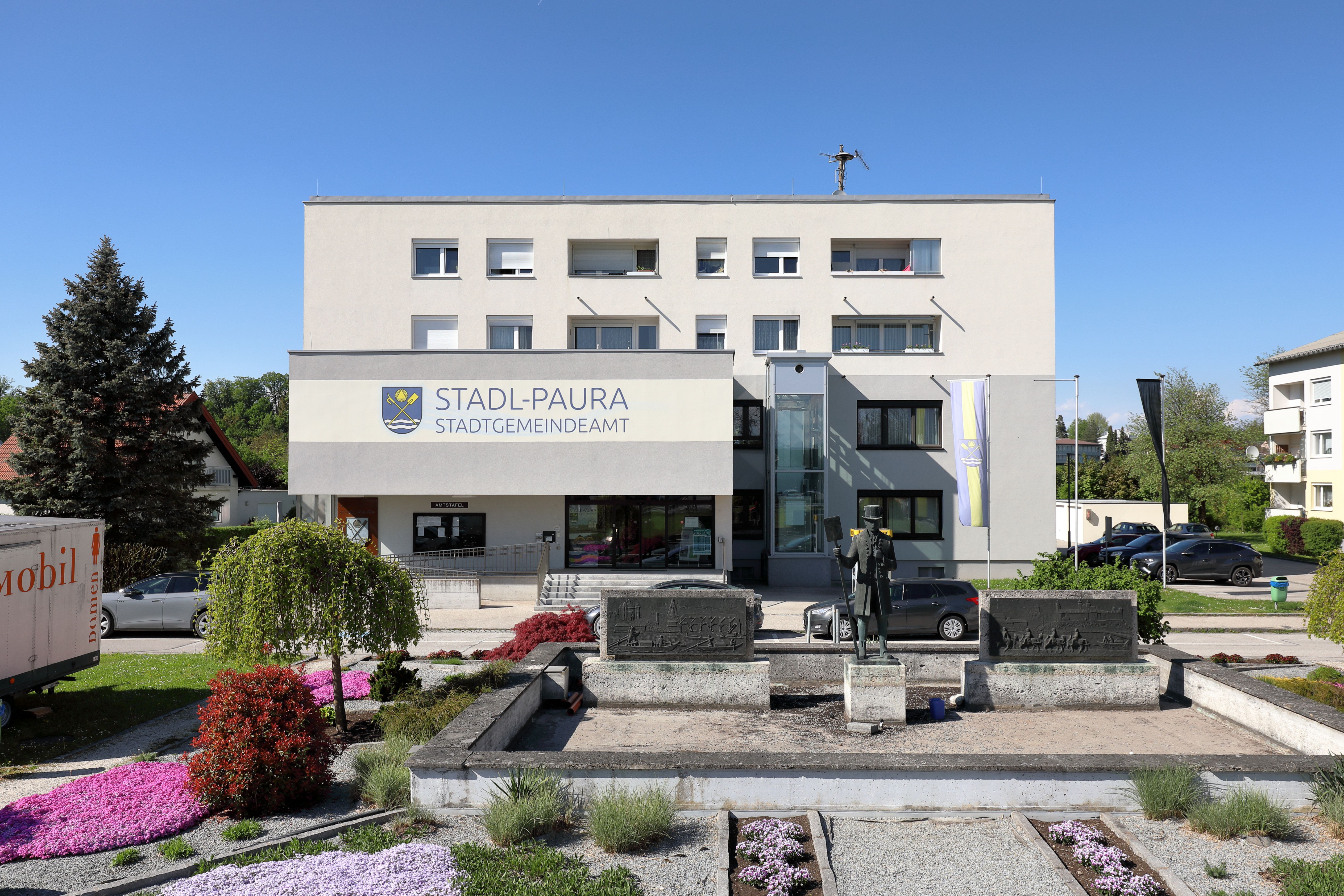
Stadtgemeindeamt mit dem Schifferbrunnen im Vordergrund

### Gemeinderat
Der Gemeinderat hat 31 Mitglieder.
- Mit den Gemeinderats- und Bürgermeisterwahlen in Oberösterreich 2003 hatte der Gemeinderat folgende Verteilung: 19 SPÖ, 5 ÖVP, 4 Sonstige und 3 FPÖ.
- Mit den Gemeinderats- und Bürgermeisterwahlen in Oberösterreich 2009 hatte der Gemeinderat folgende Verteilung: 14 SPÖ, 8 FPÖ, 5 ÖVP, 3 Lebensraum Stadl-Paura (LR) und 1 BZÖ.
- Mit den Gemeinderats- und Bürgermeisterwahlen in Oberösterreich 2015 hatte der Gemeinderat folgende Verteilung: 14 FPÖ, 11 SPÖ, 4 ÖVP und 2 Lebensraum Stadl-Paura (LR).
- Mit den Gemeinderats- und Bürgermeisterwahlen in Oberösterreich 2021 hat der Gemeinderat folgende Verteilung: 24 Team für Stadl Paura (POPP), 5 SPÖ und 2 Lebensraum Stadl-Paura (LR).[7][8]

Die ÖVP trat bei der Gemeinderatswahl 2021 in Stadl Paura nicht mehr an. Sie schloss sich der von Bürgermeister Christian Popp gegründeten Liste „POPP - Team für Stadl Paura“ an.

### Bürgermeister
- 1945–1946 August Lehr
- 1946–1955 Anton Engljähringer (SPÖ)
- 1955–1983 Josef Habel (SPÖ)
- 1983–1984 Harald Spitzbart (SPÖ)
- 1984–1994 Albert Schneider (SPÖ)
- 1995–1996 Gerhard Ernst (SPÖ)
- 1996–2015 Alfred Meisinger (SPÖ)
- seit 2015 Christian Popp (POPP, vorher FPÖ)

### Gemeindepartnerschaft
- seit 1974: mit Krähenwinkel, einem Stadtteil von Langenhagen in Niedersachsen. Den Anstoß gegeben hatten mehrjährige Kontakte der beiden Freiwilligen Feuerwehren.[10]

### Wappen
Blasonierung des 1969 verliehenen Gemeindewappens:
„In Blau mit silberner Doppelwellenleiste im Schildfuß schräggekreuzt ein goldener Schifferhaken und ein goldenes Ruder, darüber eine goldene Scheibe, belegt mit einem goldenen, strahlenumgebenen Dreieck.“
Die Gemeindefarben sind: Blau-Gelb-Blau.
Die beiden silbernen Wellen repräsentieren die beiden Flüsse Traun und Ager, an denen Stadl-Paura liegt. Der goldene Schifferhaken und das goldene Ruder stehen für die tief im Ort verwurzelte Schiffertradition. Das goldene Dreieck ist ein Symbol für die Dreifaltigkeitskirche, die Paurakirche.

## Persönlichkeiten

### Ehrenbürger der Gemeinde
- Josef Habel (* 1916), Altbürgermeister
- Albert Schneider (* 1930), Altbürgermeister
- Alfred Meisinger, Altbürgermeister
- Martin König (* 1930)

### Söhne und Töchter der Gemeinde

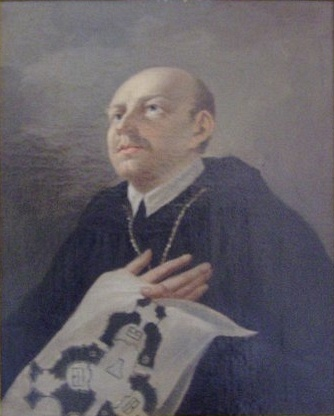
Abt Maximilian Pagl

- Josef Brunner (1889–1967), Generalmajor
- Hubert Dopf (1921–2015), Jesuit und Musikwissenschaftler
- Franz Keim (1840–1918), Dramatiker und Lyriker, schrieb hauptsächlich Volksstücke, die die Geschichte Niederösterreichs zum Thema haben. Die Volksschule von Stadl-Paura trägt seinen Namen.
- Karl Kumpfmüller  (1918–1988), Initiator der Sternsinger der Katholischen Jungschar und der Christophorus-Aktion in Österreich.
- Maximilian Pagl (1668–1725), 1705–1725 Abt von Lambach.

### Personen mit Bezug zur Gemeinde
- Karl Schmidinger (1937 Oberhaid–2005 Stadl-Paura), Konsulent, Leiter der Landesmusikschule Stadl-Paura, Komponist des „Blau-Weiß Marsches“ und des „Schiffermarsches“
- Christoph Sieber (* 1971 Wels), Olympiasieger 2000 in Windsurfen, er verbrachte seine Kindheit in Stadl-Paura, wo auch sein Elternhaus steht.